# Benito Bucay
Benito Bucay Faradji (29 de diciembre de 1931 - 12 de octubre de 2017), fue un profesor, matemático, ingeniero químico y financiero mexicano, nacido en la ciudad de Durango y fallecido en la Ciudad de México, que destacó como promotor de la industria química mexicana, como maestro universitario y como administrador de empresas especializado en finanzas. Fue director general de Industrias Resistol, director general del Grupo Xabre y presidente del Patronato de la Facultad de Química de la Universidad Nacional Autónoma de México.

## Biografía
Estudió ingeniería química en la Facultad de Química de la UNAM. En 1953, antes de terminar su carrera profesional fue nombrado profesor auxiliar en la Facultad de Química y a los pocos meses fue designado profesor titular de ingeniería química, asumiendo después las cátedras de matemáticas, estadística y diseño de experimentos. Mantuvo su actividad docente y de investigación  por más de treinta años, habiendo dirigido más de 100 tesis profesionales y siendo jurado en igual número de exámenes de título.
En 1958 la UNAM inauguró en México la primera computadora del país: una IBM 650. El ingeniero Bucay fue de los primeros en aprender y servirse en México de este equipo y de las técnicas computacionales para diseñar plantas químicas y promover el desarrollo de la industria. Becado por la UNAM  estudió en la Universidad de Oklahoma, cómputo e investigación de operaciones. En 1959, en la Facultad de Ciencias, fue alumno del académico Alan S. Manne, profesor emérito de la Universidad de Stanford, en aquel entonces invitado por la UNAM.
Fue miembro del Patronato de la Universidad Nacional Autónoma de México, presidente del Consejo de Ética y Transparencia de la Industria Farmacéutica, fundador y presidente de la Fundación Mexicana para la Calidad Total y miembro del Consejo Directivo de la Fundación UNAM. Fue aceptado como miembro de número de la Academia de Ingeniería de México en 1981.  

## Reconocimientos
- 1975 Premio del Instituto Mexicano de Ingenieros Químicos, A.C. (IMIQ), Víctor Márquez Domínguez, al Progreso Profesional en la Ingeniería Química.
- 1978 Premio Nacional de Química Andrés Manuel del Río, que otorga la Sociedad Química de México.
- 1990 Premio Ernesto Ríos del Castillo del Colegio Nacional de Ingenieros Químicos
- 1990 Mención honorífica en el Premio Banamex de Ciencia y Tecnología
- 2010 La Facultad de Química de la UNAM le otorgó la distinción Exalumno Distinguido

## Obra
- Matemáticas superiores aplicadas. México, 1965.
- La experimentación conceptual - Un método para convertir la experiencia en tecnología. México, 1995.
- Más de 65 trabajos publicados en revistas especializadas en México y el extranjero[5]